# Omer Corteyn
Omer Corteyn (Omer Gustaaf Corteyn; * 10. Oktober 1896; † 16. Dezember 1979) war ein belgischer Sprinter, der sich auf den 400-Meter-Lauf spezialisiert hatte.
Bei den Olympischen Spielen 1920 in Antwerpen wurde er Sechster in der 4-mal-400-Meter-Staffel und erreichte über 400 m das Viertelfinale.
Seine persönliche Bestzeit von 50,7 s stellte er 1920 auf.